# Selvnulstillende sikring
En polymerisk positiv temperatur koefficient-modstand (PPTC-modstand almindeligvis kendt som en PPTC-termistor, nulstilbar sikring eller selvnulstillende sikring) er en passiv elektronisk komponent anvendt til at beskytte mod strømfejl i elektroniske kredsløb.
De er faktisk ikke-lineare termistorer, som cykler tilbage til ledende tilstand, når strømmen gennem dem afbrydes. De opfører sig dermed mere som selvnulstilbare kredsløbsafbrydere, hvilket gør at kredsløbet kan komme til at fungere igen uden at åbne indbygningskassen eller udskifte noget.
Disse enheder anvendes typisk i computer strømforsyninger eller bundkort grundet PC 97-standarden (hvilket anbefaler en forseglet PC som brugeren ikke behøver at åbne) og i luftfart/kernekraft anvendelser hvor udskiftning er vanskeligt.

Nulstilbare sikringer er også kendt under mange forskellige handelsnavne: PolySwitch (Tyco Electronics), OptiReset (OptiFuse), Everfuse (Polytronics), Polyfuse (Littelfuse) og Multifuse (Bourns, Inc.).